# Beit 'Amra
Pour les articles homonymes, voir Amra.
Beit 'Amra, en arabe : خربة بيت عمرة,  est un village du gouvernorat de Hébron en Palestine, situé à 12 km au sud-ouest de Hébron, au sud-ouest de la Cisjordanie.
Selon le recensement du bureau central palestinien des statistiques, la localité compte une population de 3 607 habitants en 2017.